# Bilino
Bilino je bilo naselje na prostoru današnje Zenice koje je postojalo u srednjem vijeku u državi Bosni. Nalazilo se na lijevoj obali rijeke Bosne. Pripadalo je župi Brod. Spominje ga vrelo na latinskom jeziku iz 1203. godine. Župa kojoj pripada spominje se u povelji hrvatsko-ugarskog kralja Bele IV. iz 1244., a ime je pogrešno napisano, Bored. Toponim je ikavski. U svezi je s toponimom Bilinog polja, gdje je Stadion Bilino polje.